# Schlacht am Berg Kaschiari
Die Schlacht am Berg Kaschiari/Kašiari wurde zwischen den Truppen des assyrischen Königs Tukulti-apil-ešarra I. (1114–1076) und den in Kumme eingefallenen Muški geschlagen.

## Vorgeschichte
Die Muški hatten sich in Alzi und Purulumzi (ältere Lesung Purukuzzi), dem fruchtbaren Hügelland zwischen der Quelle des westlichen Arms des Tigris und der Flussschleife bei Amedi niedergelassen. Dieses Gebiet erregte bald die Begehrlichkeit des wiedererstarkenden assyrischen Reiches. Tiglat-Pilesar I. zog bereits in seinem ersten Regierungsjahr gegen die Muški zu Felde.

## Verlauf der Schlacht

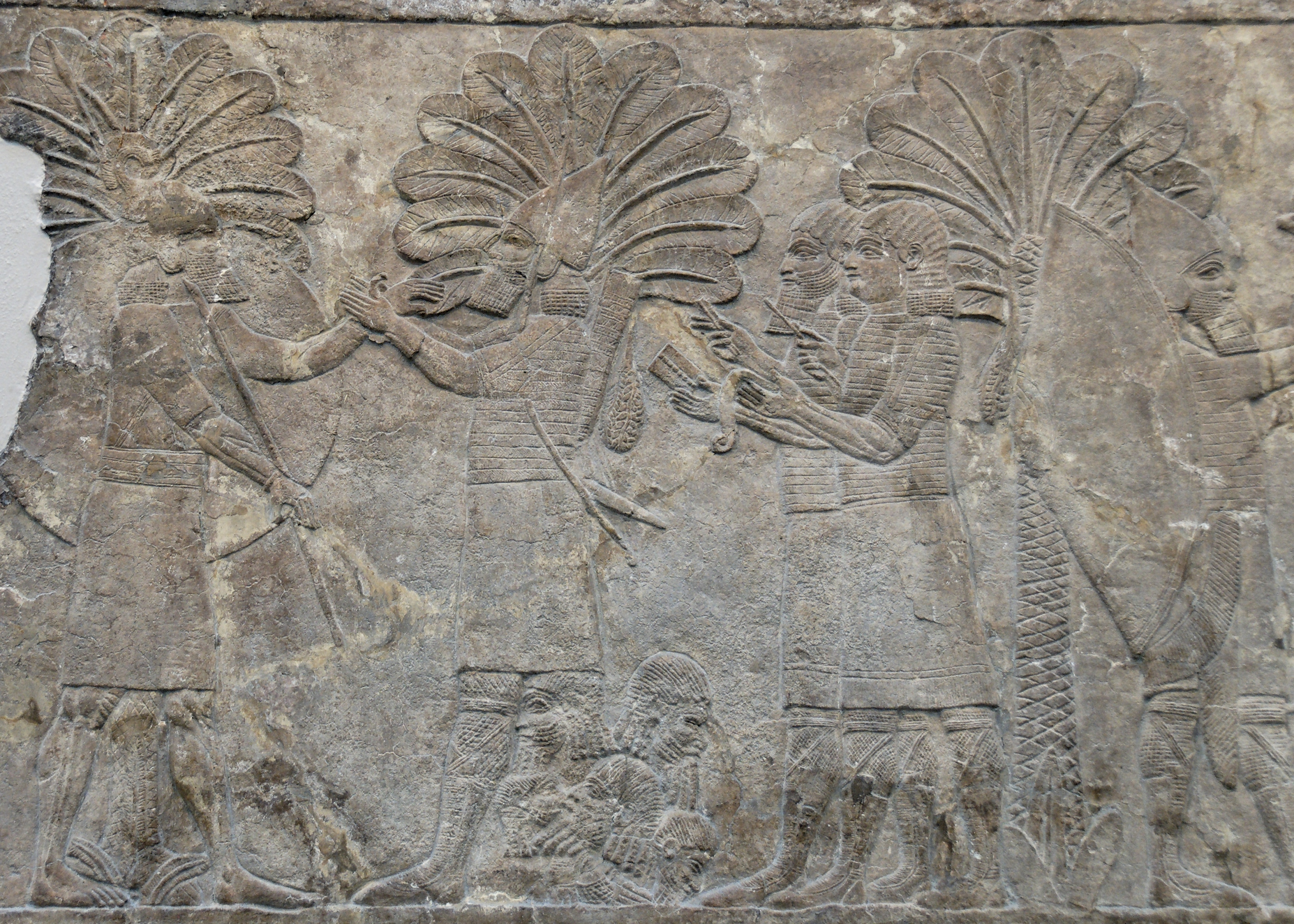
Assyrische Schreiber registrieren die Köpfe der erschlagenen Feinde, neuassyrisches Relief; heute im British Museum

Die Entscheidungsschlacht gegen den Eindringling fand am Berg Kašiari, den südwestlichen Vorbergen des Zagros statt und ist nur aus, bekanntermaßen parteiischen, assyrischen Quellen bekannt. Nach diesen kämpfte Tiglat-Pilesar I. gegen eine Koalition von fünf Königen und zwanzigtausend Soldaten. Er rühmt sich, ihre Körper niedergeschmettert zu haben wie der Wettergott, ihr Blut auf den Gipfeln der Berge vergossen zu haben, dass es in Strömen durch die Schluchten floss. Die Köpfe der Erschlagenen, die die Assyrer der Statistik und der Belohnung der Soldaten wegen zu sammeln pflegten, wie es zum Beispiel auf den neuassyrischen Reliefs aus der Zeit Sanheribs von Niniveh zu sehen ist", seien so zahlreich gewesen wie Getreidekörner. Die Assyrer plünderten die nun schutzlosen Städte und sammelten reiche, "zahllose" Beute. 6000 Muški-Soldaten, die sich ergeben hatten, wurden in das assyrische Heer eingegliedert.

## Entwicklung nach der Schlacht
Die überlebenden Anführer und Truppen der Muški flohen durch die unwegsamen Berge, blockierten die engen Passstraßen hinter sich, überquerten den Tigris und verschanzten sich in der Festung Šereše. Die Assyrer machten sich den Weg über die Berge mit bronzenen Äxten frei, verfolgten die Flüchtigen und belagerten Šereše. Die Identifikation von Šereše ist unklar, es könnte sich um das in der Menuash-Inschrift genannte Šurišidaš handeln, Sachau setzt es mit dem von Strabon (Geographica 16.1.24) erwähnten Sareisa gleich.
Die verbündeten Qurhi unter ihrem König Kili-Teššup/Irrupi, Sohn von Kali-Teššup versuchten sie zu entsetzen, doch fiel Šereše vor ihrer Ankunft. Die Assyrer wandten sich nun mit voller Macht gegen die Qurhi und stellten sie am Name, einem nördlichen Nebenfluss des Tigris.
Der geballten assyrischen Macht hatten die Qurhi wenig entgegenzusetzen, sie wurden in die Flucht geschlagen, ihr König Kili-Teššup fiel samt seiner Familie und seinem Gefolge in die Hand Tiglat-Pilesers. Die Assyrer erbeuteten 180 Bronzegefäße für Duftstoffe, fünf Kupfergefäße sowie die Götterstatuen der Qurhi, die aus Silber und Gold bestanden.

## Auswirkungen
Der Sieg in der Schlacht am Berg Kašiari hatte die Muški entscheidend geschwächt. In einem zweiten Feldzug im selben Jahr zog Tiglat-Pilesar in den östlichen Tur Abdin (Land Išdiš oder Uišdiš, nicht zu verwechseln mit dem Uišdiš in Urartu). Seine Streitmacht umfasste nur 30 Streitwagen, wahrscheinlich, weil das Terrain für den Einsatz dieser gefürchteten Waffe wenig geeignet war. Am Berg Aruma musste er in der Tat seine Streitwagen zurücklassen, er zog mit den Fußtruppen weiter, "mutig wie ein Hirte" angesichts des unwegsamen Geländes und unterwarf Išdiš. Von Beute wird nichts berichtet, entweder, weil in dem Bergland keine reichen Siedlungen bestanden oder weil der assyrische Sieg weniger entscheidend war, als Tiglat-Pilesar zuzugeben bereit war, konnten sich die Bergbewohner doch mit ihren Herden "wie Vögel" in die Gipfelregionen zurückziehen und dort in Ruhe den Abzug der Invasoren abwarten.
Im folgenden Jahr wurden Alzi und Purulumzi in das assyrische Reich eingegliedert.